# ФК Панонија Лалић
ФК Панонија је аматерски фудбалски клуб из Лалића који тренутно наступа у МФЛ Сомбор – други разред. Фудбал се неформално у Лалићу игра од 1924. године а први фудбалски клуб у Лалићу оснива се тек након Другог светског рата. 
Клупске боје су црвено-плаве.
Након четири године паузе у раду, у лето 2023. године поново се активирао фудбалски клуб.